# Johannes Dietwald
Johannes Dietwald (* 13. April 1985 in Hannover) ist ein ehemaliger deutscher Fußballspieler.

## Sportlicher Werdegang
Dietwald entstammt der Jugend des TSV Mühlenfeld, den er 1999 in Richtung Hannover 96 verließ. Dort durchlief er die einzelnen Nachwuchsmannschaften und nahm in der Spielzeit 2003/04 mit der A-Jugend an der neu gegründeten A-Junioren-Bundesliga teil, in der die Mannschaft als Meister der Nordstaffel im Halbfinale am Nachwuchs des späteren Titelträgers FC Bayern München scheiterte. Anschließend rückte Dietwald im Laufe der Spielzeit 2004/05 in den Kader der in der Oberliga Nord antretenden Amateurmannschaft des Klubs. Nachdem er sich dort gegen Saisonende als Stammspieler etabliert hatte, gehörte er zu Beginn der folgenden Spielzeit zeitweilig zum Profikader des Klubs. Am 2. Spieltag der Spielzeit 2005/06 debütierte er unter Trainer Ewald Lienen beim 1:1-Unentschieden im Auswärtsspiel beim 1. FC Nürnberg am 13. August 2005 als Einwechselspieler für Tschawdar Jankow in den Schlussminuten, beim 4:0-Erfolg bei den Amateuren des 1. FC Köln kam er ab der 79. Spielminute für Altin Lala zu einem weiteren Einsatz in der Profimannschaft. Im weiteren Saisonverlauf pendelte er auch nach einem Trainerwechsel zu Peter Neururer zwischen Einsätzen in der Oberligamannschaft und Ersatzbank bei den Profis, ein weiterer Einsatz in der Bundesliga blieb ihm auch durch kleinere Blessuren im Saisonverlauf verwehrt. Auch unter dem neuen Trainer Michael Schjønberg gehörte er ab 2006 zu den Stammspielern der Amateurmannschaft, ehe er nach einem Platzverweis im Februar 2007 zu keinem weiteren Einsatz mehr kam.
Im Mai 2007 entschied er sich, seine Laufbahn als Profi-Fußballer aufzugeben. Er spielte dann noch bis 2012 im unterklassigen Amateurbereich beim TSV Mühlenfeld.

## Nach der Karriere
Dietwald erlernte des Beruf des Betriebswirts und übt diesen bei der Sparkasse Hannover in Neustadt am Rübenberge aus.